# Château de la Faye (Villexavier)
Pour les articles homonymes, voir Château de la Faye.
Le château de Villexavier, récemment appelé "de La Faye" est à Villexavier en Charente-Maritime.

## Historique
La seigneurie de Villexavier appartenait à la famille Guinanson au XVII ème. Au siècle suivant, elle passe aux Saint-Simon. 
Claude-Anne de Rouvroy, marquis, puis duc de Saint-Simon, maréchal de camp et député de la noblesse de l'Angoumois aux États généraux de 1789 émigre. 

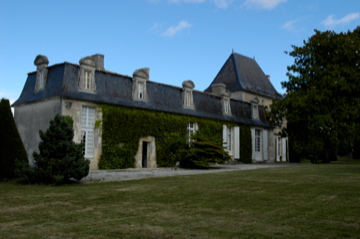
Chateau de Villexavier, dit "chateau de la Faye"

## Architecture
Le château construit en 1666 a été en partie détruit au XIXe siècle: il formait un U et le château actuel est l'ancienne aile droite.
Le logis est bas avec des combles à brisis percés de hautes lucarnes à volutes et fronton semi-circulaire dépassant le brisis du toit. Le gros pavillon à toit élevé à quatre pans est couvert d'ardoises.
Le 26 février 2010, le château a été inscrit au titre des monuments historiques.